# Air Arabia
Air Arabia (en árabe: العربية للطيران‎) es una aerolínea de bajo coste emiratí con sede en el A1 Building Sharjah Freight Center del Aeropuerto Internacional de Sharjah. La aerolínea opera servicios programados a 170 destinos en Oriente Medio, África del Norte, el subcontinente indio, Asia Central y Europa a 22 países desde Sharjah, 28 destinos en 9 países desde Casablanca, Fez, Nador y Tánger, 11 destinos en 8 países desde Ras Al Khaimah, y 6 destinos en 4 países desde Alejandría. La base principal de Air Arabia es el Aeropuerto Internacional de Sharjah. También hay un centro en Ras Al Khaimah, Abu Dhabi y ciudades focales en Alejandría y Casablanca.

## Flota
La flota de Air Arabia está formada por las siguientes aeronaves, con una edad media de 8,6 años (a noviembre de 2023):

## Destinos
Air Arabia actualmente vuela a 54 destinos en Oriente Medio, Norte de África, Subcontinente Indio, Asia Central y Europa. Los vuelos son operados desde sus tres bases de operaciones, el Aeropuerto Internacional de Sharjah, el Aeropuerto Internacional Mohámmed V y el Aeropuerto Internacional de Alejandría.